# Latvajärvi (sjö i Finland, Lappland, lat 66,42, long 28,30)
Latvajärvi är en sjö i Finland. Den ligger i kommunen Posio i landskapet Lappland, i den norra delen av landet, 700 km norr om huvudstaden Helsingfors. Latvajärvi ligger 235,4 meter över havet. Arean är 80,2 hektar och strandlinjen är 5,21 kilometer lång. Sjön  ingår i Kemi älvs huvudavrinningsområde. 